# Pengiran Anak Damit
Pengiran Anak Damit (Brunei Town, 1924 – Bandar Seri Begawan, 13 settembre 1979) è stata regina consorte del Brunei dal 1950 al 1967, in quanto moglie di Omar Ali Saifuddien III.

## Biografia

### Gioventù
Pengiran Anak Damit nacque nel 1924 nella capitale Bandar Seri Begawan, figlia femmina maggiore di Pengiran Anak Abdul Rahman, un nipote del sultano Hashim Jalilul Alam Aqamaddin, e di Pengiran Fatima.
Ricevette tra le mura domestiche un'educazione privata. Il 6 settembre 1941 sposò a Kampong Sumbiling, a Brunei Town, il cugino di secondo grado Omar Ali Saifuddien, diventando la sua seconda moglie.

### Regina consorte

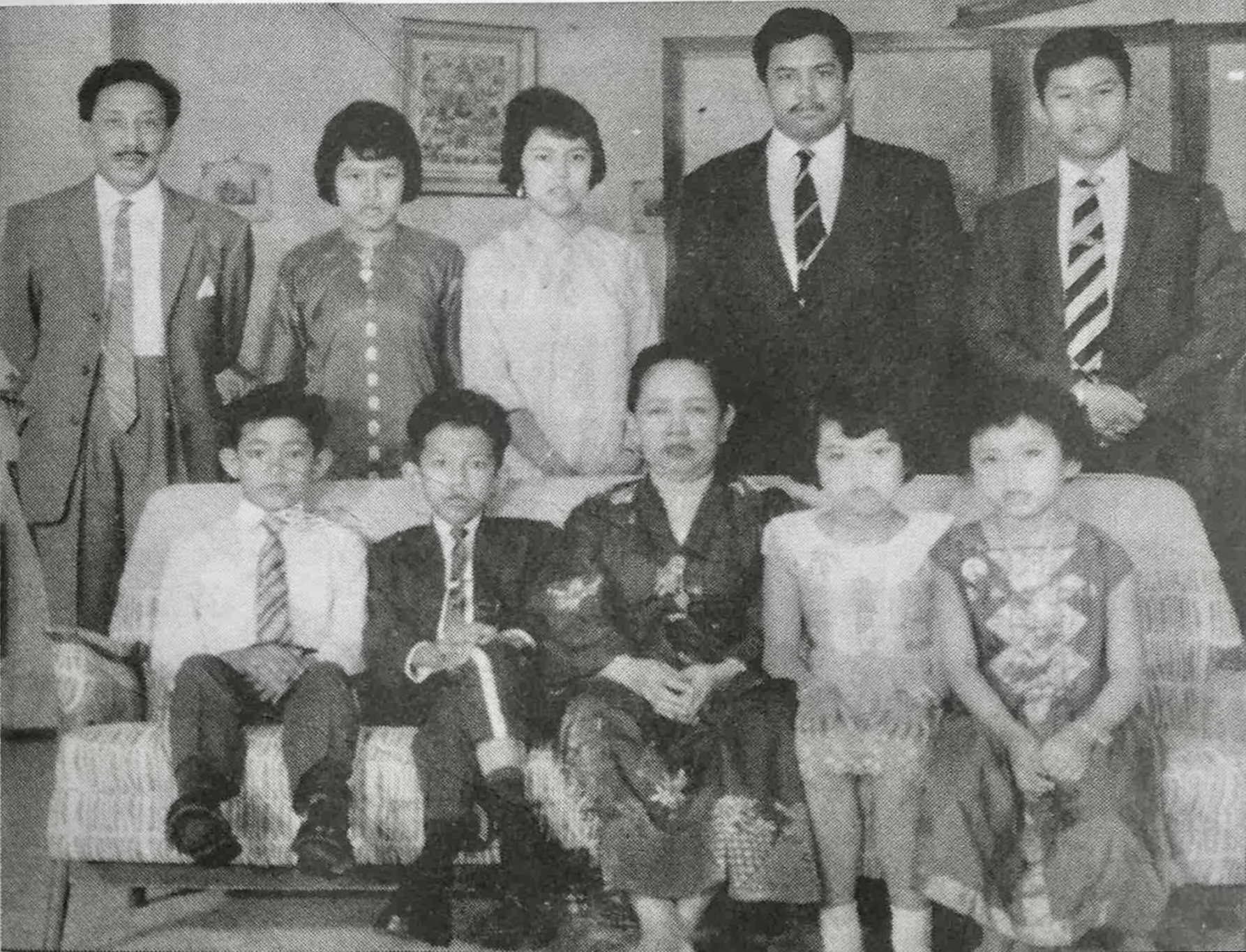
Pengiran Anak Damit in uno scatto famigliare del 21 luglio 1965

Il 4 giugno 1950 la coppia ereditò il trono del Brunei e un anno dopo, il 6 giugno 1951, Damit ricevette il titolo di Paduka Seri Baginda Raja Isteri.

### Regina madre
Il 1⁰ agosto 1968, a quasi un anno dall'abdicazione del marito, le fu conferita la titolatura di Paduka Seri Suri Begawan Raja Pengiran Anak Hajah Damit.

### Morte
Morì all'età di circa 55 anni il 13 settembre 1979 e venne sepolta nel mausoleo reale, il Kubah Makam Di Raja, nella capitale.

## Commemorazione

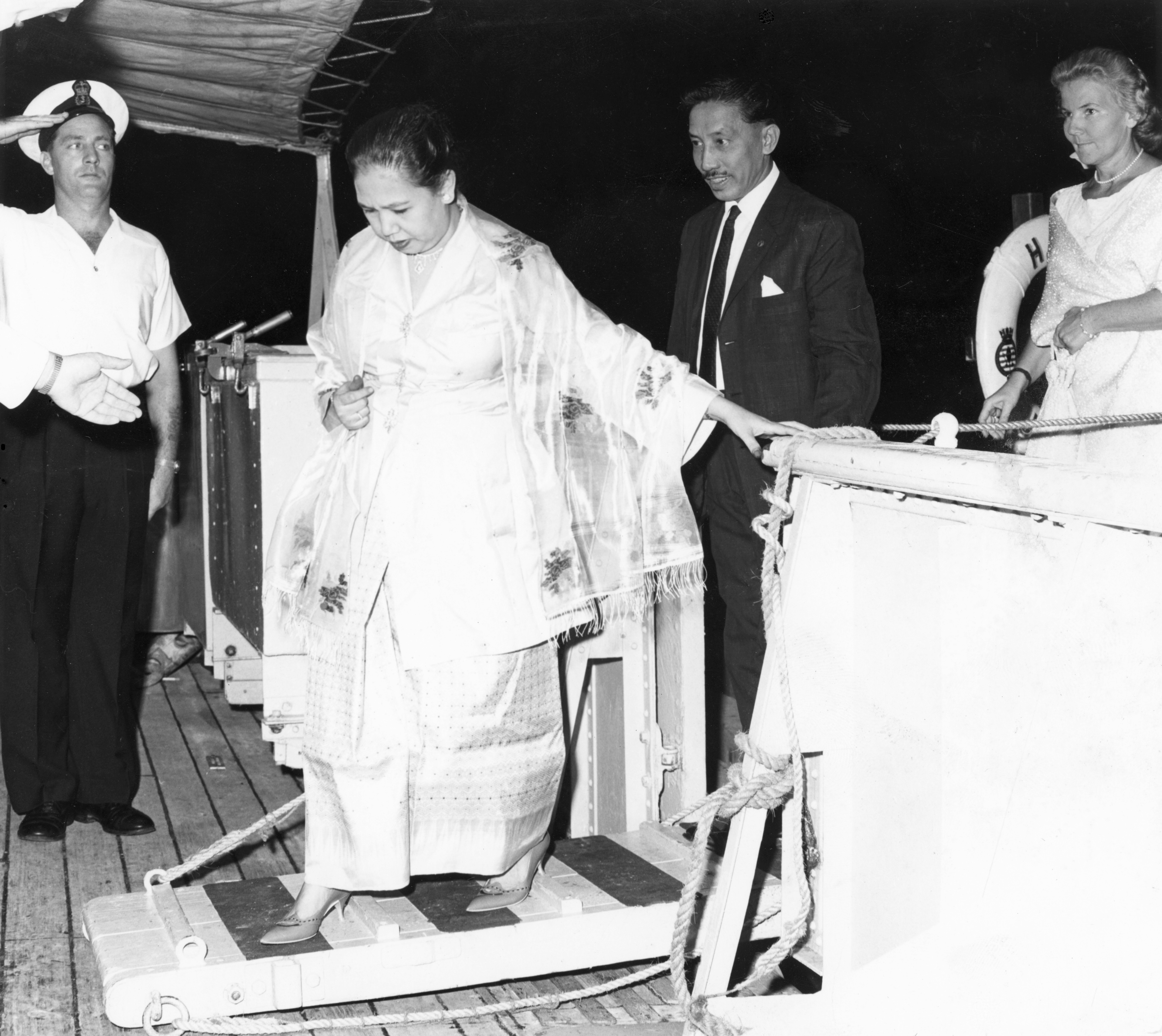
Pengiran Anak Damit in visita a una nave della Royal Navy, primi anni '60

A lei sono intitolate la moschea Duli Raja Isteri Pengiran Anak Damit di Mukim di Kilanas e la Raja Isteri Pengiran Anak Damit Girls' Secondary School, una scuola religiosa istituita nel 1967 a Batu Satu.

## Discendenza
Pengiran Anak Damit e Omar Ali Saifuddien III ebbero dieci figli, quattro maschi e sei femmine:
- Sultano Hassanal Bolkiah (Brunei Town, 15 luglio 1946);[7]
- Principe Mohamed Bolkiah (Brunei Town, 27 agosto 1947);
- Principessa Masna Bolkiah (Brunei Town, 6 settembre 1948);
- Principessa Norain Bolkiah (Brunei Town, 19 maggio 1950);
- Principe Sufri Bolkiah (Brunei Town, 31 luglio 1951);
- Principe Jefri Bolkiah (Brunei Town, 6 novembre 1954);
- Principessa Umi Kalthum Al-Islam Bolkiah (Brunei Town, 17 febbraio 1956);
- Principessa Amal Rakiah Bolkiah (Brunei Town, 8 aprile 1957);
- Principessa Amal Nasibah Bolkiah (Brunei Town, 26 ottobre 1960);
- Principessa Amal Jefriah Bolkiah (7 agosto 1963).

## Titoli e trattamento
- 1924 - 6 giugno 1951: Damit binti Al-Marhum Pengiran Bendahara Pengiran Anak Abdul Rahman
- 5 giugno 1951 - 1⁰ agosto 1968: Paduka Seri Baginda Raja Isteri
- 1⁰ agosto 1968 - 13 settembre 1979: Paduka Seri Suri Begawan Raja Pengiran Anak Hajah Damit

## Ascendenza
|                            |                          |                                           | Genitori               |  |  | Nonni |  |  | Bisnonni                      |  |  | Trisnonni |  |
|                            |                          |                                           |                        |  |  |       |  |  | Hashim Jalilul Alam Aqamaddin |  |  | ...       |  |
|                            |                          |                                           |                        |  |  |       |  |  | Hashim Jalilul Alam Aqamaddin |  |  | ...       |  |
|                            |                          | ...                                       |                        |  |  |       |  |  | Hashim Jalilul Alam Aqamaddin |  |  |           |  |
| Pengiran Muda Besar Omar   |                          |                                           |                        |  |  |       |  |  | Hashim Jalilul Alam Aqamaddin |  |  |           |  |
|                            |                          | Pengiran Anak Chandra Kesuma              | Pengiran Negara Indira |  |  |       |  |  |                               |  |  |           |  |
|                            |                          | Pengiran Anak Chandra Kesuma              | Pengiran Negara Indira |  |  |       |  |  |                               |  |  |           |  |
|                            |                          | Pengiran Anak Chandra Kesuma              | ...                    |  |  |       |  |  |                               |  |  |           |  |
| Pengiran Anak Abdul Rahman |                          | Pengiran Anak Chandra Kesuma              |                        |  |  |       |  |  |                               |  |  |           |  |
|                            |                          | Pengiran Muda Besar Muhammad Jamalul Alam | ...                    |  |  |       |  |  |                               |  |  |           |  |
|                            |                          | Pengiran Muda Besar Muhammad Jamalul Alam | ...                    |  |  |       |  |  |                               |  |  |           |  |
|                            |                          | Pengiran Muda Besar Muhammad Jamalul Alam | ...                    |  |  |       |  |  |                               |  |  |           |  |
| Pengiran Anak Siti Khadija |                          | Pengiran Muda Besar Muhammad Jamalul Alam |                        |  |  |       |  |  |                               |  |  |           |  |
|                            |                          | Pengiran Anak Saleha                      | ...                    |  |  |       |  |  |                               |  |  |           |  |
|                            |                          | Pengiran Anak Saleha                      | ...                    |  |  |       |  |  |                               |  |  |           |  |
|                            |                          | Pengiran Anak Saleha                      | ...                    |  |  |       |  |  |                               |  |  |           |  |
| Pengiran Anak Damit        |                          | Pengiran Anak Saleha                      |                        |  |  |       |  |  |                               |  |  |           |  |
|                            | Radin Haji Muhammad Daud | ...                                       |                        |  |  |       |  |  |                               |  |  |           |  |
|                            | Radin Haji Muhammad Daud | ...                                       |                        |  |  |       |  |  |                               |  |  |           |  |
|                            | Radin Haji Muhammad Daud | ...                                       |                        |  |  |       |  |  |                               |  |  |           |  |
| Radin Haji Hassan          | Radin Haji Muhammad Daud |                                           |                        |  |  |       |  |  |                               |  |  |           |  |
|                            |                          | Hajah Saleha                              | ...                    |  |  |       |  |  |                               |  |  |           |  |
|                            |                          | Hajah Saleha                              | ...                    |  |  |       |  |  |                               |  |  |           |  |
|                            |                          | Hajah Saleha                              | ...                    |  |  |       |  |  |                               |  |  |           |  |
| Pengiran Fatima            |                          | Hajah Saleha                              |                        |  |  |       |  |  |                               |  |  |           |  |
|                            |                          | Radin Haji Abdul Rahman                   | ...                    |  |  |       |  |  |                               |  |  |           |  |
|                            |                          | Radin Haji Abdul Rahman                   | ...                    |  |  |       |  |  |                               |  |  |           |  |
|                            |                          | Radin Haji Abdul Rahman                   | ...                    |  |  |       |  |  |                               |  |  |           |  |
| Hajah Zainab               |                          | Radin Haji Abdul Rahman                   |                        |  |  |       |  |  |                               |  |  |           |  |
|                            |                          | Dayang Siti Amina Mekah                   | ...                    |  |  |       |  |  |                               |  |  |           |  |
|                            |                          | Dayang Siti Amina Mekah                   | ...                    |  |  |       |  |  |                               |  |  |           |  |
|                            |                          | Dayang Siti Amina Mekah                   | ...                    |  |  |       |  |  |                               |  |  |           |  |
|                            |                          | Dayang Siti Amina Mekah                   |                        |  |  |       |  |  |                               |  |  |           |  |